# Миши лемур на Симънс
Мишият лемур на Симънс (Microcebus simmonsi) е вид бозайник от семейство Лемури джуджета (Cheirogaleidae). Видът е застрашен от изчезване.

## Разпространение
Разпространен е в Мадагаскар.